# Avisail García
Avisail Antonio García Yaguarin (Anaco, 12 giugno 1991) è un giocatore di baseball venezuelano che gioca nel ruolo di esterno per i Milwaukee Brewers della Major League Baseball (MLB).

## Carriera
García firmò come free agent amatoriale il 6 luglio 2007 con i Detroit Tigers. Debuttò nella MLB il 31 agosto 2012, al Comerica Park di Detroit contro i Chicago White Sox. In 23 partite ebbe una media battuta di .319, entrando nel roster per i playoff e arrivando sino alle World Series 2012. In 23 turni in battuta nella post-season, García batté con.261, con 2 doppi e 4 punti battuti a casa (RBI). Il 30 luglio 2013 fu scambiato con i Chicago White Sox in uno scambio a tre che coinvolse anche i Boston Red Sox. Nel 2014 disputò solo 46 gare a causa della frattura di una clavicola.
Il 3 dicembre 2016, García firmò con Chicago un rinnovo di un anno del valore di 3 milioni di dollari. Nella stagione 2017 fu convocato per il suo primo All-Star Game.
Divenuto free agent alla fine della stagione 2018, García firmò un contratto annuale dal valore di 6 milioni di dollari il 18 gennaio 2019, con i Tampa Bay Rays.
Il 17 dicembre 2019, García firmò un contratto biennale dal valore complessivo di 20 milioni di dollari con i Milwaukee Brewers.

## Palmarès
- MLB All-Star: 1

2017